# 동진 간문제
진 태종 간문황제 사마욱(晉 太宗 簡文皇帝 司馬昱, 320년 ~ 372년)은 중국 동진의 제8대 황제(재위: 371년 ~ 372년)이다. 자는 도만(道萬)이다. 환온이 사마혁을 폐위시키자 허수아비 황제로 옹립되었다.

## 생애
320년에 원제와 정아춘의 막내 아들로 태어났다. 3살 때 낭야왕, 7살 때 회계왕이 되었다.
345년에 무군대장군이 되고 상서를 관장했으며 이듬해 2월, 황제 보좌에 참여했다. 366년 10월에는 승상이 되었다.
371년 11월에 환온이 폐제를 폐위한 뒤 사마욱을 황제로 추대했다. 그는 폐제의 할아버지 명제의 이복동생이었으므로 폐제의 작은 할아버지였다. 황제에 즉위한 후, 대사마 환온을 불러놓고 하염없이 눈물을 흘렸는데 은근히 양심이 찔리던 환온은 땀을 흘리며 아무 말도 못했다.
간문제는 어릴 때부터 총명해서 원제의 사랑을 받았고 풍채가 좋았다. 몸가짐이 단정했고 학문에 관심을 보였으며 서예를 좋아했다. 장성해서는 마음이 깨끗했고 욕심이 적었지만 큰 뜻은 없었다. 환온이 권력을 독점하는 것에 불만을 품고 친필로 '만약 진나라의 복이 오래 지속된다면 경이 이 나라를 섬겨야 하겠지만 그렇지 않다면 이 나라를 알아서 하라'라고 보냈다. 이에 환온은 정곡을 찔려 땀을 흘리며 대경실색했는데 그래도 환온의 위엄이 내외에 떨쳐 있어 간문제는 항상 폐위될 걱정에 사로잡혀 있었다.
결국 372년 7월에 재위 8개월 만에 53세의 나이로 태극전 동당에서 죽었고 10월에 고평릉(高平陵)에 안장되었다.
사마욱의 증손녀 왕씨(왕헌원)는 송나라 효무제 유준의 황후가 되었다. 유준과의 사이에서 태어난 장남이 바로 유송의 폭군 전폐제 유자업이다.
왕헌원은 동진 간문제 사마욱 의 딸 파양공주의 증 손녀이며 어머니는 송 무제 유유(劉裕)의 딸 여흥장공주 유영남이다. 오빠 왕조는 외숙부인 문제 유의륭(劉義隆)의 딸 유영애와 결혼했다. 

## 가계

### 후비
- 간문순황후(簡文順皇后) 왕간희(王簡姬) - 간문제 즉위 후에 황후로 추존.
- 효무문황태후(孝武文皇太后) 이능용(李陵容, 351년 ~ 400년)
- 숙의 호씨(淑儀 胡氏)
- 숙의 왕씨(淑儀 王氏)
- 귀인 서씨(貴人 徐氏)

### 자녀

#### 황자
1. 회계사세자(會稽思世子) 사마도생(司馬道生) - 간문순황후 소생.
2. 사마유생(司馬兪生) - 간문순황후 소생.
3. 임천헌왕(臨川獻王) 사마욱(司馬郁) - 숙의 호씨 소생.
4. 사마주생(司馬朱生) - 숙의 호씨 소생.
5. 사마천류(司馬天流) - 숙의 왕씨 소생.
6. 효무제 사마요 - 효무문태후 소생.
7. 회계문효왕(會稽文孝王) 사마도자(司馬道子, 364년 ~ 403년) - 효무문태후 소생.

#### 황녀
1. 파양공주(鄱陽公主) - 효무문태후 소생.

```
    파양공주=> 무제 유유 => 여흥장공주 유영남 + 왕씨 = 왕헌지
```

1. 신안민공주(新安愍公主) 사마도복(司馬道福) - 귀인 서씨 소생.
2. 무창공주(武昌公主)
3. 심양공주(尋陽公主)

## 기년
| 간문제      | 원년            | 2년        |
| ----------- | --------------- | ---------- |
| 서력 (西曆) | 371년           | 372년      |
| 간지 (干支) | 신미(辛未)      | 임신(壬申) |
| 연호 (年號) | 함안(咸安) 원년 | 2년        |